# الدوري الهولندي الممتاز 1947–48
الدوري الهولندي الممتاز 1947–48 (بالهولندية: Nederlands landskampioenschap voetbal 1947/48)‏ هو موسم من الدوري الهولندي الممتاز. أشرف على تنظيمه الاتحاد الملكي الهولندي لكرة القدم، وفاز فيه دين بوستش.